# Pyrnus fulvus
Espèce
Synonymes
- Hemicloea fulva Koch, 1875

Pyrnus fulvus est une espèce d'araignées aranéomorphes de la famille des Trachycosmidae.

## Distribution
Cette espèce est endémique d'Australie. Elle se rencontre au Victoria, en Nouvelle-Galles du Sud et dans le Sud de l'Australie-Occidentale.

## Description
La femelle décrite par Platnick en 2002 mesure 18 mm.

## Systématique et taxinomie
Cette espèce a été décrite sous le protonyme Hemicloea fulva par L. Koch en 1875. Elle est placée dans le genre Pyrnus par Simon en 1880.

## Publication originale
- L. Koch, 1875 : Die Arachniden Australiens. Nürnberg, vol. 1, p. 577-740 (texte intégral).